# Communauté d'agglomération de l'Ouest Rhodanien
Pour les articles homonymes, voir Cor.
La communauté d'agglomération de l'Ouest Rhodanien (COR) est une communauté d'agglomération française, située dans le département du Rhône en région Auvergne-Rhône-Alpes. Créée en 2014 sous la forme d'une communauté de communes du même nom, elle accède à son statut actuel en 2016.

## Historique
Par l'arrêté préfectoral du 29 avril 2013, la communauté est créée le 1er janvier 2014 par la fusion des communautés de communes du pays de Tarare, du pays d'Amplepuis Thizy et de la Haute Vallée d'Azergues,.
Le 1er janvier 2016, la communauté de communes devient une communauté d'agglomération dans le cadre de la loi NOTRe. À la même date, les communes de Cours-la-Ville, Pont-Trambouze et Thel fusionnent pour former une commune nouvelle, Cours.
Le 1er janvier 2019, le nombre de communes passe de 34 à 31 à la suite de la création de la commune nouvelle de Vindry-sur-Turdine par la fusion de Dareizé, Les Olmes, Pontcharra-sur-Turdine et Saint-Loup.

### Identité visuelle (Logo)

Logo de la communauté de communes de 2014 à 2015.
Logo de 2016 à ?

## Territoire communautaire

### Composition
La communauté d'agglomération est composée des 31 communes suivantes :

| Nom                        | Code Insee | Gentilé                | Superficie (km2) | Population (dernière pop. légale) | Densité (hab./km2) |
| -------------------------- | ---------- | ---------------------- | ---------------- | --------------------------------- | ------------------ |
| Tarare (siège)             | 69243      | Tarariens              | 13,99            | 10 881 (2022)                     | 778                |
| Affoux                     | 69001      | Affousiens             | 10,65            | 397 (2022)                        | 37                 |
| Amplepuis                  | 69006      | Amplepuisiens          | 38,44            | 4 858 (2022)                      | 126                |
| Ancy                       | 69008      | Ancéens                | 11,84            | 674 (2022)                        | 57                 |
| Chambost-Allières          | 69037      | Chambostiens           | 14,14            | 819 (2022)                        | 58                 |
| Chénelette                 | 69054      | Chenelettons           | 11,02            | 365 (2022)                        | 33                 |
| Claveisolles               | 69060      | Claveisolliens         | 28,33            | 557 (2022)                        | 20                 |
| Cours                      | 69066      |                        | 33,81            | 4 329 (2022)                      | 128                |
| Cublize                    | 69070      | Cublizards             | 15,56            | 1 357 (2022)                      | 87                 |
| Dième                      | 69075      | Dièmois                | 9,05             | 196 (2022)                        | 22                 |
| Grandris                   | 69093      | Grandrisiens           | 15,22            | 1 212 (2022)                      | 80                 |
| Joux                       | 69102      | Jouxiens               | 25,18            | 753 (2022)                        | 30                 |
| Lamure-sur-Azergues        | 69107      | Lamuriens              | 15,61            | 1 051 (2022)                      | 67                 |
| Meaux-la-Montagne          | 69130      | Meldois ou Montagnards | 9,19             | 226 (2022)                        | 25                 |
| Poule-les-Écharmeaux       | 69160      | Poulons                | 31,23            | 1 027 (2022)                      | 33                 |
| Ranchal                    | 69164      | Ranchalais             | 15,14            | 311 (2022)                        | 21                 |
| Ronno                      | 69169      | Ronnis                 | 22,92            | 650 (2022)                        | 28                 |
| Saint-Appolinaire          | 69181      | Saint-Appolinairiens   | 5,73             | 235 (2022)                        | 41                 |
| Saint-Bonnet-le-Troncy     | 69183      | Saint-Bonnins          | 15,65            | 311 (2022)                        | 20                 |
| Saint-Clément-sur-Valsonne | 69188      | Saint-Clémentois       | 14,51            | 904 (2022)                        | 62                 |
| Saint-Forgeux              | 69200      | Beureillons            | 22,27            | 1 538 (2022)                      | 69                 |
| Saint-Jean-la-Bussière     | 69214      | Bussiérois             | 15,48            | 1 175 (2022)                      | 76                 |
| Saint-Just-d'Avray         | 69217      | Chouettes              | 17,5             | 743 (2022)                        | 42                 |
| Saint-Marcel-l'Éclairé     | 69225      | Saint-Marcellois       | 11,88            | 568 (2022)                        | 48                 |
| Saint-Nizier-d'Azergues    | 69229      | Saint-Niziards         | 24,23            | 776 (2022)                        | 32                 |
| Saint-Romain-de-Popey      | 69234      | Saint-Rominois         | 17,02            | 1 703 (2022)                      | 100                |
| Saint-Vincent-de-Reins     | 69240      | Saint-Vincentais       | 13,87            | 627 (2022)                        | 45                 |
| Les Sauvages               | 69174      | Sauvageons             | 12,55            | 621 (2022)                        | 49                 |
| Thizy-les-Bourgs           | 69248      |                        | 44,44            | 5 794 (2022)                      | 130                |
| Valsonne                   | 69254      | Valsonnais             | 18,25            | 994 (2022)                        | 54                 |
| Vindry-sur-Turdine         | 69157      | Vindrynois             | 23,87            | 5 283 (2022)                      | 221                |

### Démographie
| 1968   | 1975   | 1982   | 1990   | 1999   | 2009   | 2014   | 2020   |
| ------ | ------ | ------ | ------ | ------ | ------ | ------ | ------ |
| 49 940 | 48 170 | 46 735 | 46 456 | 46 634 | 49 526 | 50 657 | 50 651 |

## Administration

### Siège
Le siège de la communauté d'agglomération est situé à Tarare.

### Les élus
Le conseil communautaire de la communauté d'agglomération se compose de 63 conseillers, représentant chacune des communes membres et élus pour une durée de six ans.
Ils sont répartis comme suit :
| Nombre de conseillers | Communes                      |
| --------------------- | ----------------------------- |
| 13                    | Tarare                        |
| 7                     | Thizy-les-Bourgs              |
| 6                     | Amplepuis, Vindry-sur-Turdine |
| 5                     | Cours                         |
| 1 (+ 1 suppléant)     | les autres communes           |

### Présidence
| Période          | Période       | Identité         | Étiquette | Qualité                                 |
| ---------------- | ------------- | ---------------- | --------- | --------------------------------------- |
| 1er janvier 2014 | 14 avril 2014 | Jacques Nové     |           |                                         |
| 14 avril 2014    | 8 juin 2020   | Michel Mercier   | UDI       | Maire de Thizy-les-Bourgs (2013 → 2017) |
| 8 juin 2020      | En cours      | Patrice Verchère | LR        | Maire de Cours (2020 →)                 |

### Régime fiscal et budget
Le régime fiscal de la communauté d'agglomération est la fiscalité professionnelle unique (FPU).